# 사도시
사도시(일본어: 佐渡市)는 일본 니가타현 북서부의 동해상에 위치한 사도가섬 전체를 행정 구역으로 하는 시이다.

## 개요
2004년 3월 1일에 사도가섬의 전 자치체가 통합해서 발족했고 인구는 약 7만 명으로 시청은 옛 가나이정에 있다. 면적은 855.69km2로 대한민국 원주시(872.45km2)보다 약간 작다. 난류와 한류가 만나는 곳에 있고 식생은 극히 다양하다. 사도섬 내에서는 홋카이도, 오키나와 등 두 지방 사이의 식물이 위치한 매우 드문 지역이다. 역사적으로 외부와의 교류가 어려워 유배지로 활용되었으며, 독자적인 문화가 발달해 왔다. 그 외에도 일본 최대의 금광 지대로 손꼽힌다.

## 인접한 자치체
배 또는 비행기로 연결된 자치체는 다음과 같다. (현재 항공 노선은 사도시에 별도로 운항하지 않음)
- 니가타시 히가시구, 주오구
- 나가오카시
- 조에쓰시

## 역사
전근대 일본의 유배지로 활용되어 정치적 상황에 따라 많은 귀족들이 사도로 유배되어 들어왔다. 니시미카와 사금산이 있어 예로부터 금의 섬으로 알려졌다.
사도국이 성립된 시기는 불분명하지만, 701년에 이곳에 사와다군(雑太郡)을 두었고 721년에 사와다군, 가모군, 시모치군 등 3군으로 나뉘었다. 가마쿠라 막부가 혼마씨를 슈고다이로 사도에 파견하였다. 동시에 사도에 들어온 고케닌 시부야씨·아이하라씨 등과 함께 센고쿠 시대까지 이들이 사도를 지배했다.
에치고국의 다이묘 우에스기 겐신의 뒤를 이은 우에스기 가게카쓰가 평정해 혼마씨는 멸망하였고 에도 막부가 사도 봉행소를 두어 사도국을 지배하였다. 사도킨산에서 산출된 금은 막부의 재정을 넉넉하게 했다. 1868년 메이지 유신 때 사도 봉행소를 폐지하고 사도현이 되었다. 이후 1871년의 1차 부현 통합으로 아이카와현이 되었고 1876년의 2차 부현 통합으로 니가타현에 흡수되었다. 1896년에는 사도 3군(사와다군, 가모군, 시모치군)이 사도군으로 통합되었다.
2004년 3월 1일에 사도가섬의 중심지이자 도심 격인 료쓰시를 중심으로 아이카와정, 사와타정, 가나이정, 니보촌, 하타노정, 마노정, 오기정, 하모치정, 아카도마촌 등을 한꺼번에 대등 합병하여 사도시가 탄생하였다.

## 교통

### 도로
- 국도 350호선
- 니가타현도 제45호 사도 일주선

### 공항
- 사도 공항

### 항만
- 료쓰항

## 인구
| 연도 | 인구    | ±%     |
| ---- | ------- | ------ |
| 1920 | 107,351 | —      |
| 1930 | 106,262 | −1.0%  |
| 1940 | 109,016 | +2.6%  |
| 1950 | 125,597 | +15.2% |
| 1960 | 113,296 | −9.8%  |
| 1970 | 92,558  | −18.3% |
| 1980 | 84,992  | −8.2%  |
| 1990 | 78,061  | −8.2%  |
| 2000 | 72,173  | −7.5%  |
| 2010 | 62,727  | −13.1% |
| 2020 | 51,492  | −17.9% |

## 기후
| 사도시 아이카와의 기후                                       | 사도시 아이카와의 기후 | 사도시 아이카와의 기후 | 사도시 아이카와의 기후 | 사도시 아이카와의 기후 | 사도시 아이카와의 기후 | 사도시 아이카와의 기후 | 사도시 아이카와의 기후 | 사도시 아이카와의 기후 | 사도시 아이카와의 기후 | 사도시 아이카와의 기후 | 사도시 아이카와의 기후 | 사도시 아이카와의 기후 | 사도시 아이카와의 기후 |
| 월                                                           | 1월                    | 2월                    | 3월                    | 4월                    | 5월                    | 6월                    | 7월                    | 8월                    | 9월                    | 10월                   | 11월                   | 12월                   | 연간                   |
| ------------------------------------------------------------ | ---------------------- | ---------------------- | ---------------------- | ---------------------- | ---------------------- | ---------------------- | ---------------------- | ---------------------- | ---------------------- | ---------------------- | ---------------------- | ---------------------- | ---------------------- |
| 역대 최고 기온 °C (°F)                                       | 17.0 (62.6)            | 20.7 (69.3)            | 23.2 (73.8)            | 28.0 (82.4)            | 30.0 (86.0)            | 34.1 (93.4)            | 37.4 (99.3)            | 38.5 (101.3)           | 37.4 (99.3)            | 31.5 (88.7)            | 26.3 (79.3)            | 22.9 (73.2)            | 38.5 (101.3)           |
| 일평균 최고 기온 °C (°F)                                     | 6.5 (43.7)             | 6.7 (44.1)             | 9.6 (49.3)             | 14.9 (58.8)            | 19.9 (67.8)            | 23.3 (73.9)            | 27.1 (80.8)            | 29.3 (84.7)            | 25.9 (78.6)            | 20.5 (68.9)            | 15.0 (59.0)            | 9.7 (49.5)             | 17.4 (63.3)            |
| 일일 평균 기온 °C (°F)                                       | 4.0 (39.2)             | 4.0 (39.2)             | 6.5 (43.7)             | 11.1 (52.0)            | 15.9 (60.6)            | 19.8 (67.6)            | 24.0 (75.2)            | 26.0 (78.8)            | 22.5 (72.5)            | 17.2 (63.0)            | 11.8 (53.2)            | 6.8 (44.2)             | 14.1 (57.4)            |
| 일평균 최저 기온 °C (°F)                                     | 1.3 (34.3)             | 1.0 (33.8)             | 2.9 (37.2)             | 7.2 (45.0)             | 12.0 (53.6)            | 16.6 (61.9)            | 21.3 (70.3)            | 22.9 (73.2)            | 19.2 (66.6)            | 13.6 (56.5)            | 8.2 (46.8)             | 3.8 (38.8)             | 10.8 (51.4)            |
| 역대 최저 기온 °C (°F)                                       | −7.5 (18.5)            | −7.4 (18.7)            | −6.4 (20.5)            | −2.1 (28.2)            | 2.5 (36.5)             | 7.6 (45.7)             | 12.1 (53.8)            | 14.6 (58.3)            | 9.5 (49.1)             | 4.4 (39.9)             | −2.8 (27.0)            | −6.6 (20.1)            | −7.5 (18.5)            |
| 평균 강수량 mm (인치)                                        | 131.1 (5.16)           | 91.6 (3.61)            | 96.6 (3.80)            | 94.5 (3.72)            | 97.3 (3.83)            | 122.5 (4.82)           | 207.3 (8.16)           | 137.5 (5.41)           | 139.9 (5.51)           | 133.1 (5.24)           | 154.8 (6.09)           | 175.7 (6.92)           | 1,572.5 (61.91)        |
| 평균 강설량 cm (인치)                                        | 28 (11)                | 25 (9.8)               | 4 (1.6)                | 0 (0)                  | —                      | —                      | —                      | —                      | —                      | —                      | —                      | 9 (3.5)                | 67 (26)                |
| 평균 강수일수 (≥ 0.5 mm)                                     | 22.8                   | 18.6                   | 16.0                   | 11.5                   | 11.0                   | 10.7                   | 12.3                   | 9.9                    | 11.9                   | 13.8                   | 18.2                   | 23.0                   | 178.9                  |
| 평균 강설일수 (≥ 0 cm)                                       | 23.6                   | 19.9                   | 13.2                   | 1.7                    | 0                      | 0                      | 0                      | 0                      | 0                      | 0                      | 2.1                    | 14.9                   | 75.4                   |
| 평균 상대 습도 (%)                                           | 69                     | 68                     | 66                     | 67                     | 72                     | 78                     | 81                     | 77                     | 73                     | 69                     | 68                     | 69                     | 71                     |
| 평균 월간 일조시간                                           | 46.2                   | 69.2                   | 133.1                  | 177.0                  | 200.7                  | 178.4                  | 161.2                  | 207.8                  | 157.0                  | 147.5                  | 95.8                   | 50.6                   | 1,625.8                |
| 출처: 일본 기상청 (평년값: 1991년~2020년, 극값: 1911년~현재) |                        |                        |                        |                        |                        |                        |                        |                        |                        |                        |                        |                        |                        |

## 같이 보기
- 사도가섬